# Mistrovství Evropy v kulturistice
Mistrovství Evropy v kulturistice je mezinárodní kontinentální kulturistická soutěž, která se koná každý rok na jiném místě v Evropě.

## Přehled mistrovství
| Poř. | Rok  | Místo         | Země        |
| ---- | ---- | ------------- | ----------- |
|      | 1975 | Amsterdam     | Nizozemsko  |
|      | 1976 |               |             |
|      | 1977 | Nîmes         |             |
|      | 1982 |               |             |
|      | 1983 |               |             |
|      | 1984 | Haag          | Nizozemsko  |
|      | 1985 |               |             |
|      | 2005 |               |             |
|      | 2006 | Bratislava    | Slovensko   |
|      | 2007 | Baku          | Ázerbájdžán |
|      | 2008 | Platja de Aro | Španělsko   |
|      | 2009 | Novi Sad      | Srbsko      |